# Crossing Lines
Crossing Lines est une série télévisée franco-belgo-germano-américaine en 34 épisodes de +/- 45 minutes créée par Edward Allen Bernero et Rola Bauer, présentée en exclusivité le 9 juin 2013 à la cérémonie d'ouverture de la 53e édition du Festival de télévision de Monte-Carlo. Elle a été diffusée depuis le 18 juin 2013 en Italie sur Rai 2, aux États-Unis la première saison seulement du 23 juin au 18 août 2013 sur le réseau NBC, et au Canada la première saison seulement du 8 octobre au 17 décembre 2013 sur le réseau CBC.
En Suisse, la série est diffusée depuis le 30 juillet 2013 sur RTS Un. En Belgique, elle est diffusée depuis le 3 septembre 2013 sur La Une. En France, la diffusion des deux premières saisons débute sur TF1 le 17 octobre 2013. La troisième saison est cependant diffusée sur la chaîne à péage 13e rue à partir du 7 mars 2016, puis sur C8, en clair, sous le titre Crossing Lines : police sans frontières en septembre 2016,. Au Québec, la série est diffusée depuis le 26 janvier 2015 sur Séries+.

## Synopsis
La vie de Carl Hickman, un ex-officier du NYPD, est tombée en morceaux après que Phillip Genovese, un criminel international, lui a tiré sur la main tandis qu'il essayait de sauver un garçon. Cette blessure le handicape fortement au quotidien, car il n'est plus capable de tenir une arme, et il est devenu accro à la morphine. Depuis, il ne fait plus partie du NYPD, vit dans une caravane, et travaille comme ramasseur d'ordures dans un parc d'attractions aux Pays-Bas.
L'inspecteur Louis Daniel décide de recruter Carl pour qu'il intègre la nouvelle unité de délits spéciaux de la CPI, siégeant à La Haye, qui enquête sur les délits qui traversent les frontières nationales.
En plus de Louis, l'unité est composée du sergent Eva Vittoria, une experte des opérations secrètes et une experte de l'anti-mafia d'Italie ; du détective Tommy McConnell, un expert en armes et en tactiques, adepte des combats à mains nues, qui vient d'Irlande du Nord ; du commissaire Sebastian Berger, un spécialiste en technologie allemand ; et de la détective Anne-Marie San, une analyste française de crimes et de contrebande.
Le groupe dispose aussi de l'appui de Michel Dorn, un membre de la CPI, qui donne à Louis l'autorisation d'armer l'équipe et enquêter, et qui l'aide à trouver le responsable de la mort de son fils, Étienne.
La saison 3 se déroule six mois après les événements de la saison 2. Michel Dorn doit faire face à la disparition tragique d'un de ses meilleurs agents et doit réactiver son unité de la CPI.

## Distribution

### Personnages principaux
- Donald Sutherland (VF : Bernard Tiphaine) : Michel Dorn, de la CPI
- Marc Lavoine (VF : lui-même) : Commissaire Louis Daniel (DCPJ) (saisons 1 et 2)
- William Fichtner (VF : Éric Aubrahn) : Detective Carlton « Carl » Hickman (NYPD) (saisons 1 et 2)
- Gabriella Pession (VF : Armelle Gallaud) : Sergent Eva Vittoria (Polizia di Stato) (saisons 1 et 2)
- Richard Flood (VF : Franck Lorrain) : lieutenant Thomas « Tommy » McConnell (Police Nord-Irlandaise) (saisons 1 et 2)
- Genevieve O'Reilly (VF : Julie Dumas) : inspectrice Sienna Pride (Scotland Yard) (saison 1)
- Moon Dailly (VF : Valérie Nosrée) : lieutenant Anne-Marie San (Police de Lyon) (saison 1)
- Tom Wlaschiha (VF : François Delaive) : l'enquêteur Sebastian Berger (Police de Berlin)
- Lara Rossi (en) (VF : Olivia Nicosia) : Arabela Seeger (Police de Rotterdam) (invitée saison 1, principale à partir de la saison 2)
- Goran Višnjić (VF : Stéphane Ronchewski) : Marco Costante (Police de Milan) (saison 3)
- Elizabeth Mitchell (VF : Rafaèle Moutier) : Carine Strand (saison 3)
- Stuart Martin (VF : Stéphane Fourreau) : Luke Wilkinson (Police de Londres) (saison 3)
- Naomi Battrick (en) (VF : Joséphine Ropion) : Ellie Delfont-Bogard (saison 3)

### Personnages secondaires
- Elsa Mollien (VF : elle-même) : Rebecca Daniel, la femme de Louis (saisons 1 et 2)
- Marc Barbé (VF : lui-même) : le commissaire Laveaux, de la PJ
- Carrie-Anne Moss (VF : Danièle Douet) : Amanda Andrews
- Ray Stevenson (VF : Michel Dodane) : Miles Lennon
- Florentine Lahme (VF : Sybille Tureau) : Kathrin Eichholtz, l'ex de Sebastian
- Michelle Fairley : Me Sophie Brail (saison 3, épisodes 1&2)
- Alice Taglioni (VF : elle-même) : Dominique Claire (saison 1, épisode 10 Parties 1 & 2)

Version française réalisée par la société de doublage Technicolor, sous la direction artistique de Nathalie Raimbault. Adaptation des dialogues de William Coryn et Flaminio Corcos.
Source VF : Doublage Séries Database

## Fiche technique
- Titre original : Crossing Lines
- Titre français : Crossing Lines : Police sans frontières
- Création : Edward Allen Bernero
- Musique : Guillaume Roussel et Trevor Morris
- Photographie : Laurent Barès, Giulio Biccari, Sam McCurdy, Nicolas Massart et James Welland
- Montage : Joël Jacovella, Steve Singleton, Adam Trotman, Paul Endacott, Stratos Gabrielidis, Jeremy Strachan, Vicky Tooms et Jason Krasucki
- Distribution : Priscilla John, Lilia Trapani, Cornelia von Braun et Jeanie Bacharach
- Création des décors : Ondrej Nekvasil, Martin Vackar et Jacques Rouxel
- Création des costumes : Chattoune, Sonu Mishra et Mélanie Gautier
- Supervision des effets spéciaux : Pavel Sagner, Ondrej Nierostek, Guy Monbillard et Georges Demétrau
- Effets spéciaux visuels : UPP
- Producteurs : Moritz Polter, Charles S. Carroll et Rick McCallum
- CoProducteurs : Céline Roux, David Minkowski, Matthew Stillman, Franck Calderon, Frédéric Fourgeaud et Howard Griffith
- Producteurs associés : Matthias Nitschke, Anne Leduc, Jean-Jacques Neira et Arlette Zylberberg
- Producteurs exécutifs : Rola Bauer, Tim Halkin, Edward Allen Bernero, Jonas Bauer, Frank Spotnitz
- Coproductrice exécutive : Wendy Battles
- Sociétés de production : Tandem Communications - Bernero Productions - TF1 Production - Sony Pictures Television International - Stillking Films - Big Light Productions - Film United - RTBF
- Société de distribution : Tandem Communications
- Pays d'origine :  États-Unis /  France /  Allemagne /  Belgique /  République tchèque /  Croatie
- Langue : Anglais
- Son : Dolby Digital
- Image : Couleurs
- Ratio écran : 16:9 HD
- Durée : 34 x 50 minutes
- Genre : Policier

## Diffusion internationale
- France : TF1 (saisons 1 et 2), 13e rue (payante, saison 3), C8 (en clair, saison 3)
- États-Unis : NBC
- Allemagne : Sat.1
- Italie : RAI
- Canada : CBC
- Belgique : La Une (RTBF)
- Autres : Sony Entertainment Television (AXN)

## Épisodes

### Première saison (2013)
1. Crimes sans frontières (Pilot - Part 1)
2. Justice sans limite (Pilot - Part 2)
3. Le Dernier Élément (The Terminator)
4. Sorties de route (Long-Haul Predators)
5. Jusqu'à ce que la haine nous sépare, première partie (Special Ops - Part 1)
6. Jusqu'à ce que la haine nous sépare, deuxième partie (Special Ops - Part 2)
7. Entre chien et loup (The Animals)
8. À bout de souffle (Desperation & Desperados)
9. Combat singulier (New Scars and Old Wounds – Part 1)
10. La Croisée des chemins (New Scars and Old Wounds – Part 2)

### Deuxième saison (2014)
Le 29 août 2013, TF1 a renouvelé la série pour une deuxième saison de douze épisodes. Elle est diffusée en Suisse depuis le 20 juillet 2014 sur RTS Un et en France depuis le 11 septembre 2014 sur TF1.
1. 19 heures pour agir (The Rescue)
2. New York, New York (The Homecoming)
3. Zone rouge (The Kill Zone)
4. Tout le monde va savoir... (Everybody Will Know)
5. La Chevauchée sauvage (Home is Where the Heart Is)
6. Le Prix de la liberté (Freedom)
7. Les Veuves noires (The Velvet Glove)
8. Pieds et poings liés (Family Ties)
9. Toute la vérité, rien que la vérité (Truth and Consequences)
10. Retours aux sources (The Long Way Home)
11. Duels au sommet (The Team - Part 1)
12. Duels au sommet (The Team - Part 2)

### Troisième saison (2015)
Le 20 février 2015, Sony et la chaîne allemande Sat 1 ont renouvelé la série pour une troisième saison de douze épisodes pour une diffusion en 2015.
La chaîne de télévision 13e rue annonce la diffusion de la saison 3 en exclusivité dès le 7 mars 2016, puis elle est diffusée en clair sur C8 du 6 au 13 septembre 2016 puis déprogrammée à la suite de mauvaises audiences.
1. Nouveau départ partie 1 (Redux)
2. Nouveau départ partie 2 (Whistleblower)
3. École très privée (In Loco Parentis)
4. Au-dessus de tout soupçon (Recoil)
5. Juge et Bourreau (Executionner)
6. Virus Fatal (Lost and Found)
7. Témoin muet (Dragon)
8. Coup de chaud (Heat)
9. La Rivière du crime (Enemy of the People)
10. Carton Rouge (Penalty)
11. Mauvaise presse (Expose)
12. La Professionnelle (Obscura)

## Production
La série a été présentée en exclusivité le 9 juin 2013 à la cérémonie d'ouverture de la 53e édition du Festival de télévision de Monte-Carlo, marquant ainsi une première dans l'histoire du Festival, avec le choix d'une série télé pour son ouverture officielle.
Tandem Communications et Bernero Productions en coproduction avec TF1 et en association avec Sony Pictures Television Networks ont annoncé le 29 août 2013 la production de la saison 2 qui se composera de douze épisodes. Les nouveaux épisodes seront tournés en France, en République tchèque, à Monte Carlo et en Bulgarie. Viendront s'ajouter aux principaux acteurs de manière récurrente : Lara Rossi, Carrie-Anne Moss et Ray Stevenson.
Le sujet principal de la série repose sur des erreurs juridiques manifestes : la Cour pénale internationale (CPI) ne dispose d'aucune compétence en matière de crimes de droit commun. Son statut établit une compétence d'attribution, limitée au crime d'agression entre États, au crime de guerre, au crime contre l'humanité et au crime de génocide, commis dans un contexte de conflit armé. En outre, le statut de la CPI prévoit que seul le bureau de son Procureur est compétent pour diligenter des enquêtes. Europol n'est aucunement compétent pour ce faire, contrairement à ce que suppose le scénario de la série. Rien n'indique que des juristes aient été consultés en amont de la détermination du synopsis.
À la suite d'audiences jugées insatisfaisantes aux États-Unis pour la diffusion de sa saison 1, la chaîne NBC choisit d'abandonner la série pour la diffusion de la seconde saison. En France, la diffusion de la saison 2 a accusé une sérieuse chute d'audience par rapport à la saison 1 (plus d'un million de téléspectateurs en moins), ce qui compromet sévèrement le renouvellement de la série. Cependant, étant une coproduction internationale, et face au succès d'audience qu'elle rencontre en Italie ou encore en Allemagne, le 20 février 2015, Sony et la chaîne allemande Sat 1 ont renouvelé la série pour une troisième saison de douze épisodes prévue pour 2015. TF1 ne diffuse plus cette série en raison des audiences décevantes de la saison 2. Elle est diffusée sur C8. Auparavant, elle aura été disponible en première fenêtre sur 13ème rue du 7 mars 2016 au 11 avril 2016.
Les acteurs Elizabeth Mitchell dans le rôle de Carine Strand et Goran Visnjic dans celui de Marco Costante remplaceront respectivement Marc Lavoine et William Fichtner. Deux autres comédiens ont été choisis en ajout : Stuart Martin dans le rôle de Luke Wilkinson et Naomi Battrick dans celui d'Ellie Delfont-Bogard à la place de Richard Flood et Gabriella Pession. Seuls Donald Sutherland, Tom Wlaschiha et Lara Rossi de la distribution originale restent encore fidèles au poste.

## Accueil

### Accueil critique
Crossing Lines reçoit un accueil mitigé par la critique, avec un score de 59/100 sur le site Metacritic. Mais face à cette moyenne, la série reçoit aussi de la part des téléspectateurs une note de 7,3 sur 10 sur Metacritic.
La série reçoit un bon accueil en France, sur le site Allociné, sur la base de 429 commentaires, la série reçoit une note moyenne de 3,6 sur 5, et 2,8 sur 5, sur la base de 6 critiques. Sur Cinémur, la série obtient une note moyenne de 4,0 sur 5.

### Audiences

#### Aux États-Unis
Les deux premiers épisodes ont attiré 4,38 millions de téléspectateurs, le troisième, 3,71 millions de téléspectateurs et le quatrième, 2,9 millions de téléspectateurs.
Audiences américaines moyennes par saison*

#### En France
Le premier épisode, diffusé le 17 octobre, a attiré 7 376 000 téléspectateurs. Les deux derniers épisodes ont été suivis par 5 322 000 téléspectateurs (19,4 % de PDA). La première saison a attiré en moyenne 5,77 millions de téléspectateurs.
La deuxième saison a attiré en moyenne 4,11 millions de téléspectateurs. En un an, la série a perdu près d'un million et demi de téléspectateurs. Cependant chaque soir, cette série permettait à TF1 de se hisser en première place en part d'audience.
La troisième saison à la suite des mauvaises performances sur C8 est déprogrammée après la diffusion de six épisodes sur les douze produits.
Audiences françaises moyennes par saison*

## DVD
L'intégralité de la série est sortie sur le support DVD et aussi sur le support Blu-ray :
Crossing Lines, Saison 1 (Coffret 4 DVD-9) sorti le 3 décembre 2013 édité par Studiocanal et distribué par Universal Pictures Vidéo. Le ratio écran est en 1.77:1 panoramique 16:9. L'audio est en Français 5.1 et 2.0 ainsi qu'en Anglais 5.1 et 2.0 avec présence de sous-titres français. L'intégralité des 10 épisodes est proposée. En suppléments un making of (10' VOST), entretien avec les 7 acteurs principaux (54' VOST), entretien avec Edward Allen Bernero (11' VOST) et Rola Bauer (9' VOST). Il s'agit d'une édition Zone 2 Pal.
Crossing Lines, Saison 1 (Coffret 3 BD-50) sorti le 3 décembre 2013 édité par Studiocanal et distribué par Universal Pictures Vidéo. Le ratio écran est en 1.77:1 panoramique 1080p. L'audio est en Français 5.1 ainsi qu'en Anglais 5.1 DTS HD avec présence de sous-titres français. L'intégralité des 10 épisodes est proposée. En suppléments un making of (12' VOST), entretien avec les 7 acteurs principaux (54' VOST), entretien avec Edward Allen Bernero (11' VOST) et Rola Bauer (9' VOST). Il s'agit d'une édition Zone B.
Crossing Lines, Saison 2 (Coffret 4 DVD-9) sorti le 4 novembre 2014 édité par Studiocanal et distribué par Universal Pictures Vidéo. Le ratio écran est en 1.77:1 panoramique 16:9. L'audio est en Français 5.1 et 2.0 ainsi qu'en Anglais 5.1 et 2.0 avec présence de sous-titres français. L'intégralité des 12 épisodes est proposée. Pas de suppléments. Il s'agit d'une édition Zone 2 Pal.
Crossing Lines, Saison 3 (Coffret 4 DVD-9) sorti le 18 octobre 2016 édité par Studiocanal et distribué par Universal Pictures Vidéo. Le ratio écran est en 1.77:1 panoramique 16:9. L'audio est en Français 5.1 et 2.0 ainsi qu'en Anglais 5.1 et 2.0 avec présence de sous-titres français. L'intégralité des 12 épisodes est proposée. Pas de suppléments. Il s'agit d'une édition Zone 2 Pal.